# ناحیه کیمبال، میشیگان
ناحیه کیمبال (به انگلیسی: Kimball Township) یک منطقهٔ مسکونی در ایالات متحده آمریکا است که در شهرستان سنت کلیر، میشیگان واقع شده‌است.
 ناحیه کیمبال ۹۷٫۲ کیلومتر مربع مساحت و ۹٬۳۵۸ نفر جمعیت دارد و ۱۹۴ متر بالاتر از سطح دریا واقع شده‌است.